# Heinz J. Kersting
Heinz J. Kersting (* 31. Mai 1937 in Aachen; † 4. Dezember 2005 ebenda) war ein deutscher römisch-katholischer Theologe, Sozialwissenschaftler und Hochschullehrer. Er gab der Entwicklung der Supervision als Methode der angewandten Sozialen Arbeit im deutschsprachigen Raum, sowie ihrer theoretischen Reflexion vor dem Hintergrund des Konstruktivismus und der Systemtheorie, insbesondere der Systemtheorie (Luhmann), wesentliche Impulse.

## Leben
Aufgewachsen in Aachen, studierte Kersting Philosophie in Frankfurt (1958–1960: Examen Philosophicum), dann katholische Theologie in Frankfurt (u. a. bei Oswald von Nell-Breuning), Bonn (u. a. bei Joseph Ratzinger) und Innsbruck (u. a. bei Karl Rahner) (1961–1964: Bacc. theol.). Es folgten Ausbildungen in Social Group Work/Soziale Gruppenarbeit (1989–1970: Dipl. in Sozialer Gruppenarbeit), in Supervision an der Katholischen Fachhochschule Nordrhein-Westfalen (KFH-NW) (seit 2008: Katholische Hochschule Nordrhein-Westfalen (KatHO)) (u. a. bei Louis Lowy) (1971–1973: Dipl.-Supervisor (FH)), ein Studium der Sozio-Linguistik, Erziehungswissenschaft und Soziologie an der RWTH Aachen und der PH Rheinland (1971–1976: Promotion in Erziehungswissenschaften bei Horst Sitta und Lowy über die Kommunikationstheorie der Palo-Alto-Schule, Paul Watzlawick u. a.) und eine Weiterbildung zum Balint-Gruppen-Leiter (1978–1988).
Ab 1970 war Kersting als Hochschullehrer in Aachen (KFH-NW) und Professor in Köln (KFH-NW) tätig, ab 1981 Professor für Methodik und Didaktik der Freizeitpädagogik insbesondere Jugendarbeit, an der Hochschule Niederrhein in Mönchengladbach (Niederrhein University of Applied Sciences), ab 1995 dort (durch Neuumschreibung seiner Stelle) als Professor  für Didaktik und Methodik der Sozialen Arbeit. Außerdem war er ab 1985 Wissenschaftlicher Direktor des Instituts für Beratung und Supervision (IBS), des Louis-Lowy-Instituts, sowie Leiter des Wissenschaftlichen Verlages des IBS, jeweils in Aachen, und dort im Leitungsteam der Ausbildungen des IBS für Supervision, Coaching und systemische Organisationsberatung. Zudem war er Fachbereichsleiter im Systemischen Projektmanagement und wissenschaftlicher Begleiter der Intensiv-Fortbildung Systemisches Arbeiten mit Gruppen.
Durch sein Buch Kommunikationssystem Gruppensupervision hat er 1975 laut Astrid Schreyögg die „kommunikative Wende“ in der deutschsprachigen Supervisionslandschaft eingeleitet, die zur Entwicklung systemischer Supervisions- und Beratungskonzepte führte. Er war Mitbegründer und Gründungsvorsitzender (1989–1991) der Deutschen Gesellschaft für Supervision (DGSv), später deren Ehrenvorsitzender.
Nach 1990 bis etwa 2001 folgten EU-Projekte zur Einführung der Sozialen Arbeit in Ungarn, seit 1993 Projekte zur Einführung von Ausbildungen zur Supervision und Organisationsberatung in Nordspanien.
Heinz Kersting (IBS Aachen) und Diedrich Krüger (Diakonische Akademie Stuttgart) initiierten 1993 das Netzwerk der systemischen Institute in der DGSv, in dem sich regelmäßig Vertreter von Instituten und Fortbildungsakademien trafen, die ihre Supervisionsausbildung als systemische Ausbildung konzipierten und durchführten, trafen. Dazu gehörten die Akademie Remscheid für Kulturelle Bildung e. V., das Berliner Institut für Familientherapie (BIF), die Gesellschaft für Organisationsentwiscklung, Training und Supervision (BTS), Mannheim, die Diakonische Akademie und das Institut für Beratung und Supervision (IBS), Aachen. Ziele waren der fachliche Austausch, die Konzeption und Durchführung von institutsübergreifenden Fortbildungen, gemeinsamen Fachtagungen und Buchveröffentlichungen, sowie die Pflege von Kontakten zu anderen Fachgesellschaften, z. B. Systemische Gesellschaft
(SG), Deutschen Gesellschaft für Pastoralpsychologie (DGfP). Das Netzwerk stellte seine Arbeit 2009 ein (vgl. DGSv aktuell Heft 3 Jahrgang 2009, S. 12).
Seit 2001 war er Herausgeber des systemischen Internet-Journals Das gepfefferte Ferkel.

### Mitgliedschaften
Kersting war Mitglied verschiedener Fachgesellschaften, wie der
- Gesellschaft für Social Groupwork e.V., der deutschen Sektion der Association for the Advancement of Social Work with Groups, Inc., (Groupworker AASWG), der
- Deutschen Gesellschaft für Supervision e.V.[1] (Supervisor DGSv) als deren Gründungsvorsitzender, der
- Systemischen Gesellschaft (Supervisor SG und Lehrender Supervisor SG), dem deutschen Verband für systemische Forschung, Therapie, Supervision und Beratung e.V., der
- Deutschen Gesellschaft für Sozialarbeit, sowie
- Ehrenmitglied der spanischen Gesellschaft für Supervision (Instituto de Supervisores/as Profesionales Asociados/as)[2] (Supervisor ISPA)

## Werke (Auswahl)

### Monographien
- Kommunikationssystem Gruppensupervision. Aspekte eines Lernlehrverfahrens, Freiburg/Br. 1975, ISBN 3-7841-0094-5.
- Agogische Aktion als Handlungsforschung in der Lehrerbildung: Konstruktion, Realisation und Revision sprachdidaktischer Grundkurse, (Diss.) Frankfurt/M./Bern 1977
- Schulsozialarbeit – Hilfen beim Übergang vom Schul- ins Beschäftigungssystem (= Schriften des Instituts für Beratung und Supervision, Band 1), Aachen 1985, ISBN 3-9801175-0-2.
- Selbsthilfeinitiativen im Gesundheits- und Sozialbereich, Aachen 1988.
- Kommunikationssystem Supervision. Unterwegs zu einer konstruktivistischen Beratung, (= Schriften zur Supervision Band 2) Aachen 1992, ISBN 3-928047-01-9.
- Supervision und Qualität. Das Aachener Modell der Supervisionsausbildung, (= Schriften zur Supervision Band 10) Aachen 2001, ISBN 3-928047-38-8.
- Zirkelzeichen. Supervision als konstruktivistische Beratung, (= Schriften zur Supervision, Band 11) Aachen 2002, ISBN 3-928047-27-2.
- Ausbildungssupervision in der Geschichte des Studiums sozialer Arbeit in Deutschland, Dresden 2003.

### (Mit-)Herausgeberschaften
- mit Lothar Krapohl (Hrsg.), Gerhard Leuschner (Hrsg.): Diagnose und Intervention in Supervisionsprozessen (= Schriften des Instituts für Beratung und Supervision, Band 1), Aachen 1988, ISBN 3-9801175-2-9.
- Wolfgang Boettcher (Hrsg.), Gerhard Leuschner (Hrsg.): Lehrsupervision. Beiträge zur Konzeptionsentwicklung (= Heinz J. Kersting (Hrsg.), Schriften zur Supervision, Band 1), Aachen 1989, ISBN 3-9801175-3-7.
- Wolfgang Boettcher (Hrsg.), Gerhard Leuschner (Hrsg.): Lehrsupervision. Beiträge zur Konzeptionsentwicklung (= Heinz J. Kersting (Hrsg.), Schriften zur Supervision, Band 1), 2., durchges. und drucktechnisch verb. Aufl., Aachen 1990, ISBN 3-9801175-9-6.
- mit Theodor Maria Bardmann, Hans Christoph Vogel und Bernd Woltmann, Irritation als Plan. Konstruktivistische Einredungen (= Schriften des Instituts für Beratung und Supervision Band 7), (= Schriften des Fachbereichs Sozialwesen an der Fachhochschule Niederrhein Band 7), Aachen 1991, ISBN 3-9801175-8-8.
- mit Theodor M. Bardmann und Hans Christoph Vogel, Das gepfefferete Ferkel. Lesebuch für SozialarbeiterInnen und andere Konstruktivisten (= Schriften des Instituts für Beratung und Supervision Band 8), (= Schriften des Fachbereichs Sozialwesen an der Fachhochschule Niederrhein Band 6), 2. durchgesehene u. drucktechn. verb. Aufl., Aachen 1992, ISBN 3-928047-04-3.
- mit Heidi Neumann-Wirsig (Hrsg.): Supervision. Konstruktion von Wirklichkeiten (= Schriften zur Supervision Band 3), Aachen 1992, ISBN 3-928047-02-7.
- mit Heidi Neumann-Wirsig (Hrsg.): Systemische Supervision. oder: Till Eulenspiegels Narreteien (= Schriften zur Supervision Band 4), Aachen 1993, ISBN 3-928047-05-1.
- mit Jesús Hernández Aristu (Hrsg.) und István Budai (Hrsg.): Ausbildung für die Soziale Arbeit auf europäischem Level. Das TEMPUS-Projekt SWEEL (Social Work Education on a European Level) Deutschland – Spanien – Ungarn (= Schriften des Fachbereichs Sozialwesen an der Fachhochschule Niederrhein, Band 13), Mönchengladbach 1995.
- mit Heidi Neumann-Wirsig (Hrsg.): Systemische Perspektiven in der Supervision und Organisationsentwicklung, (= Schriften zur Supervision Band 5) Aachen 1996, ISBN 978-3-928047-13-5.
- mit Ulrike-Luise Eckhardt (Hrsg.), Karl Richter (Hrsg.), Hans-Gerd Schulte (Hrsg.): System Lehrsupervision (= Heinz J. Kersting (Hrsg.), Schriften zur Supervision, Band 6), Aachen 1997, ISBN 3-928047-20-5.
- mit Heidi Neumann-Wirsig (Hrsg.): Supervision in der Postmoderne. Systemische Ideen und Interventionen in der Supervision und Organisationsberatung, (= Schriften zur Supervision Band 7), Aachen 1997, ISBN 3-928047-13-2.
- Der Zirkel des Talos, (= Schriften des Instituts für Beratung und Supervision Band 16), Aachen 1999
- mit Heidi Neumann-Wirsig (Hrsg.): In Aktion. Systemische Organisationsentwicklung und Supervision (= Schriften zur Supervision Band 8), Aachen 2000, ISBN 3-928047-31-0.
- mit Marlo Riege (Hrsg.): Internationale Sozialarbeit (= Schriften des Fachbereichs Sozialwesen an der Fachhochschule Niederrhein), Mönchengladbach 2001, ISBN 3-933493-07-2.
- mit Heidi Neumann-Wirsig (Hrsg.): In Arbeit. Systemische Supervision und Beratung, (= Schriften zur Supervision Band 12), Aachen 2002, ISBN 3-928047-39-6.
- mit Heike Hercher (Hrsg.): Systemische Supervision im Gespräch, (= Schriften zur Supervision Band 13), Aachen 2003, ISBN 3-928047-35-3.
- mit Heidi Neumann-Wirsig (Hrsg.): Supervision intelligenter Systeme. Supervision, Coaching, Organisationsberatung (= Schriften zur Supervision, Band 14), Aachen 2004, ISBN 3-928047-42-6.

### Beiträge in Sammelwerken
- mit Lothar Krapohl: Wie sich Gruppen in Fortbildungen entwickeln. In: Gruppe und Spiel. Zeitschrift für Gruppenpädagogik und soziales Lernen, Sonderheft, 1991, S. 32–39.
- Intervention. Die Störung unbrauchbarer Wirklichkeiten. In: Theodor M. Bardmann (Hrsg.), Heinz J. Kersting(Hrsg.), Hans-Christoph Vogel (Hrsg.), Bernd Woltmann (Hrsg.), Irritation als Plan. Konstruktivistische Einredungen, Aachen 1991, ISBN 3-9801175-8-8, S. 108–133.
- Konstruktivistische Teamsupervision oder "Wie störe ich ein Arbeitssystem", . In: Hannes Brandau (Hrsg.), Martin Gollowitsch (Illustrationen), Supervision aus systemischer Sicht, Salzburg 1991, ISBN 3-7013-0805-5, S. 133–150.
- Traumspiele in der Supervision. In: Heinz J. Kersting (Hrsg.), Heidi Neumann-Wirsig (Hrsg.), Supervision: Konstruktion von Wirklichkeiten, (= Schriften zur Supervision Band 3) Aachen 1992, ISBN 3-928047-02-7.
- mit Lothar Krapohl: Teamsupervision. In: Harald Pühl (Hrsg.), Handbuch der Supervision, Teil 2, Berlin 1994, ISBN 3-89166-180-0, S. 95–111.
- mit Lothar Krapohl: Soziale Gruppenarbeit/Social Groupwork in Deutschland. In: Jesús Hernández Aristu (Hrsg.), Heinz J. Kersting (Hrsg.), I. Budai (Hrsg.): Ausbildung für die Soziale Arbeit auf europäischem Level. Das TEMPUS-Projekt SWEEL (Social Work Education on a European Level) Deutschland – Spanien – Ungarn (= Schriften des Fachbereichs Sozialwesen an der Fachhochschule Niederrhein, Band 13), Mönchengladbach 1995, S. 307–331.
- nit W. Klüsche: Der Modellstudiengang am Fachbereich Sozialwesen der Fachhochschule Niederrhein. In: Jesús Hernández Aristu (Hrsg.), Heinz J. Kersting (Hrsg.), I. Budai (Hrsg.): Ausbildung für die Soziale Arbeit auf europäischem Level. Das TEMPUS-Projekt SWEEL (Social Work Education on a European Level) Deutschland – Spanien – Ungarn (= Schriften des Fachbereichs Sozialwesen an der Fachhochschule Niederrhein, Band 13), Mönchengladbach 1995, S. 66–77.
- mit Hans Christoph Vogel: Einführung in das Studium. In: M. Braun (Hrsg.), Der Modellstudiengang Mönchengladbach des Fachbereichs Sozialwesen der Fachhochschule Niederrhein. Realisierungen – Rezeption – Reflexionen, Mönchengladbach 1996, S. 63–77.
- Supervision, die hohe Kunst der Unterscheidung. Was ist Supervision? Was will Supervision? Was kann Supervision? In: Heinz J. Kersting (Hrsg.), Heidi Neumann-Wirsig (Hrsg.), Systemische Perspektiven in der Supervision und Organisationsentwicklung, Aachen 1996, ISBN 978-3-928047-13-5, S. 19–40.
- Die Verantwortung des Supervisors. Ethische Implikationen von Theorie und Praxis. In: Heinz J. Kersting (Hrsg.), Heidi Neumann-Wirsig (Hrsg.), Systemische Perspektiven in der Supervision und Organisationsentwicklung, (= Schriften zur Supervision Band 5) Aachen 1996, ISBN 978-3-928047-13-5, S. 103–120.
- Im Antlitz des Anderen. Die Ethik der Verantwortung nach Emmanuel Levinas. In: Heidi Neumann-Wirsig (Hrsg.), Heinz J. Kersting (Hrsg.), Supervision in der Postmoderne. Systemische Ideen und Interventionen in der Supervision und Organisationsberatung, (= Schriften zur Supervision Band 7), Aachen 1997, ISBN 3-928047-13-2, S. 49–74.
- Gruppensupervision als angewandte Soziale Gruppenarbeit. In: Georg Nebel (Hrsg.), Bernd Woltmann-Zingsheim (Hrsg.), Werkbuch für das Arbeiten in Gruppen. Texte und Übungen zur Sozialen Gruppenarbeit (= Schriften des Instituts für Beratung und Supervision, Band 13), Aachen 1997, ISBN 3-928047-19-1, S. 103–114.
- Lehrsupervision als System und als Begegnung, in: Ulrike-Luise Eckardt (Hrsg.), Kurt F. Richter (Hrsg.), Hans Gerd Schulte (Hrsg.): System Lehrsupervision. (= Schriften zur Supervision, Band 6), Kersting, Aachen 1997, ISBN 3-928047-20-5, S. 15–39.
- Meine Geschichte mit dem Social Groupwork. In: Georg Nebel (Hrsg.), Bernd Woltmann-Zingsheim (Hrsg.), Werkbuch für das Arbeiten in Gruppen. Texte und Übungen zur Sozialen Gruppenarbeit (= Schriften des Instituts für Beratung und Supervision, Band 13), Aachen 1997, ISBN 3-928047-19-1, S. 329–346.
- Organisationsentwicklung an einer ungarischen Hochschule. Projektmanagement – Projektberatung – Projektbegleitung. In: Ilona Lorenzen (Hrsg.), Hans-Christoph Vogel (Hrsg.), StOErfall Praxis. Wirkbuch für OrganisationsEntwicklung (= Schriften des Institut für Beratung und Supervision, Band 17), Aachen 1999, ISBN 3-928047-32-9, S. 113–136.
- Heinz J. Kersting. In: Hermann Heitkamp (Hrsg.), Alfred Pleva (Hrsg.), Marianne Hege (Beitrag) u. a., Soziale Arbeit in Selbstzeugnissen, Band 2, Freiburg i. Br., 2002, ISBN 3-7841-1397-4, S. 81–146.
- Mit Ungeklärtheiten umgehen – Supervision in der Kirche. In: Heinz J. Kersting, Zirkelzeichen. Supervision als konstruktivistische Beratung, (= Schriften zur Supervision, Band 11) Aachen 2002, ISBN 3-928047-27-2, S. 131–141.
- Till Eulenspiegels verwirrende Spiele. Konstruktivismus und Supervision, in: Heinz J. Kersting, Zirkelzeichen. Supervision als konstruktivistische Beratung, (= Schriften zur Supervision, Band 11) Aachen 2002, ISBN 3-928047-27-2, S. 111–130.
- Anregungen für systemisches Denken und Handeln in der Supervision im Kontext hochkomplexer Gesellschaften. In: Ferdinand Buer (Hrsg.), Gertrud Siller (Hrsg.), Die flexible Supervision. Herausforderungen – Konzepte – Perspektiven. Eine kritische Bestandsaufnahme, Wiesbaden 2004, ISBN 3-531-14418-9, S. 143–160.
- Ausbildungssupervision in der Geschichte des Studiums Sozialer Arbeit in Deutschland. In: Evangelische Hochschule für Soziale Arbeit Dresden, Studientexte, Fachtagung 2003.
- Systemische Supervision und Emotion, in: Heinz J. Kersting (Hrsg.), Heidi Neumann-Wirsig (Hrsg.), Supervision intelligenter Systeme. Supervision, Coaching, Organisationsberatung (= Schriften zur Supervision, Band 14), Aachen 2004, ISBN 3-928047-42-6, S. 31–50.
- Masterstudiengänge Supervision an den Hochschulen. Chancen und Probleme. In: Ferdinand Buer (Hrsg.), Gertrud Siller (Hrsg.), Die flexible Supervision. Herausforderungen – Konzepte – Perspektiven. Eine kritische Bestandsaufnahme, Wiesbaden, 2004, ISBN 3-531-14418-9, S. 203–216.

### Vorträge und Zeitschriftenartikel (in Auswahl)
- Verschiedene Modelle in der Sozialen Gruppenarbeit. In: Lebendige Seelsorge, Heft 3, 1972, S. 165–173.
- Soziale Gruppenarbeit. Historische Entwicklung, derzeitige Situation und Ausblick. In: Arbeitshefte Gruppenanalyse, Heft 1, Münster 1994, S. 52–79.
- Kontrollsupervision für SupervisorInnen – Methoden der Balintgruppenarbeit konstruktivistisch betrachtet. In: supervision, Zeitschrift für berufsbezogene Beratung, Jahrgang 28, 1995, S. 37–48.
- mit Hans-Christoph Vogel, Georg Nebel, B. Bürger: Systemische Interventionen in der Supervision von Arbeitssystemen (Teamsupervision). In: supervision, Zeitschrift für berufsbezogene Beratung, Jahrgang 28, 1995, S. 59–74.
- Soziale Gruppenarbeit an der FH-Niederrhein. In: Mobile. Social-Groupwork-Report Heft 01, 1997, 5. -8.
- Die Geschichte der Supervision in Deutschland. In: DGSv aktuell, 1997, Heft 1, S. 25–28.
- Ethik als Thema in der Supervision und in der Ausbildung von Supervisorinnen – aus der Sicht eines Ausbilders, in: supervision, Jahrgang 33, 2000, Heft 4, 57 – 61.
- Konstruktivistisch-systemische Supervision und Beziehung. Ermunterung zu einem neuen Forschungsprogramm. In: "Das gepfefferte Ferkel". Online-Journal für systemisches Denken und Handeln (Januar 2002)[3]
- Unter Supervision. Konstruktivistische Balintgruppenarbeit. In: Das gepfefferte Ferkel. Online-Journal für systemisches Denken und Handeln (Oktober 2001)[4]
- Systemische Supervision und Emotion – ein Widerspruch?, 6. systemische Supervisionstage in Heidelberg, Eröffnungsvortrag 9. Mai 2002.
- Pastorale Begleitung und Supervision. Festvortrag anlässlich der Verabschiedung von Prof. Dr. Martha Fehlker am 22. Mai 2002, Abteilung Personalabteilung/Personalberatung, Münster. In: "Das gepfefferte Ferkel". Online-Journal für systemisches Denken und Handeln (Juli 2002)[5]

### Interview
- Schriftliches Interview mit Heinz Kersting zum Thema Supervision, in: Sozialarbeit.ch. Platform für soziale Arbeit und soziologische Systemtheorie, aktualisiert 6. Mai 2005[6]